# Armand Gaston Maximilien de Rohan
Armando Gastón Maximiliano de Rohan (París, 26 de junio de 1674 - Ibidem, 19 de julio de 1749) fue un eclesiástico y político francés.

## Primeros años de vida
Fue hijo de Francisco de Rohan y de Ana de Rohan-Chabot. Se sospechaba que en realidad fue engendrado por el rey Luis XIV, ya que su madre y el rey eran amantes en ese momento y había una gran semejanza entre el y el Rey. 
Llegó a ser obispo de Estrasburgo en 1704, cardenal en 1712 y luego gran limosnero de Francia en 1713 y miembro del consejo de regencia en 1722.
Construyó el Hotel de Rohan al lado del actual Hotel de Soubise, en el que su padre vivía, empleando el arquitecto de su padre, Pierre-Alexis Delamair. El príncipe de Rohan fue elegido miembro de la Académie des Inscriptions en 1701 y de la Academia Francesa en 1703. Fue nombrado comandante de la Orden del Espíritu Santo en 1713.
En 1734, el cardenal Rohan fundó la Congregación de Hermanas de la Caridad de Estrasburgo para el servicio de los hospitales y auspicios de la arquidiócesis de Estrasburgo.